# Arxiu Comarcal de la Noguera
L'Arxiu Comarcal de la Noguera (ACN) va ser creat el 18 de desembre de 1981, per mitjà d'un conveni signat entre el Departament de Cultura i Mitjans de Comunicació i l'Ajuntament de Balaguer. El 30 d'abril de 1983 es va inaugurar l'Arxiu a la tercera planta de l'Ajuntament de Balaguer, a la Plaça Mercadal. Convenis posteriors entre el Departament de Cultura de la Generalitat de Catalunya, l'Ajuntament de Balaguer i el Consell Comarcal de la Noguera, han fet realitat una nova etapa de l'ACN que queda materialitzada en el nou equipament d'arxiu inaugurat el 14 de setembre de 2005 a la Plaça dels Comtes d'Urgell de Balaguer.

## Quadre de Fons
L’Arxiu Comarcal de la Noguera conserva fons públics i privats de la comarca de la Noguera, entre els quals cal destacar els gairebé la totalitat dels ajuntaments de la comarca, el del Districte Notarial de Balaguer i els fons fotogràfics. També s'ofereix als usuaris informació diversa sobre el patrimoni documental del territori, com és el cas de les còpies digitals de documentació conservada en altres arxius i, així mateix, disposa d’una biblioteca auxiliar especialitzada en temes d'història comarcal i una hemeroteca amb més de seixanta encapçalaments de publicacions periòdiques de la Noguera.

## Documents destacats

### Pergamí del 1057 d'Ermengol III
El document més antic de l'ACN és un pergamí de l'any 1057 del fons de l'Ordre dels canonges regulars premonstratencs de Santa Maria de Bellpuig de les Avellanes, pel qual el comte Ermengol d'Urgell infeudava el castell de les Avellanes. Aquest fons conté la documentació generada per la comunitat de canonges de Santa Maria de Bellpuig de les Avellanes, des que fou fundada l'any 1166 fins a la seva desamortització l'any 1835. Aquest document va ser generat amb anterioritat a la seva fundació, però es trobava dins l'arxiu del Monestir perquè formava part dels títols de possessió de béns que integraven les seves propietats.
La major part de documentació del fons, com és el cas d'aquest pergamí, correspon a l'administració del patrimoni del Monestir i està integrat per les escriptures notarials que garantien la possessió dels seus béns i drets, així com els documents comptables derivats de la gestió de les rendes dels seus dominis. També trobem la documentació referida al govern i a l'organització interna de la Comunitat (1655-1835), com és el cas de les resolucions capitulars, les eleccions dels abats, els estatuts de la Comunitat, etc. Aquest és un fons poc estudiat perquè fou descobert l'any 2003 amagat en un fals sostre de l'església parroquial de Vilanova de la Sal i, per aquest motiu, és una documentació que podria obrir noves vies d'estudi tant referents al monacat a Catalunya com al comtat d'Urgell.

### Foto de Balaguer el 1937
Parada de sàrries a la Plaça Mercadal de Balaguer és una estereoscòpia sobre vidre del 1937 conservada a l'arxiu. Els documents més consultats de l'ACN són les fotografies antigues. L'ACN conserva un fons d'imatges de més de 40.000 fotografies. I entre tots els fons cal destacar el de Daniel Torruella Valls, que és l'autor d'aquesta imatge. Daniel Torruella va néixer a Balaguer l'any 1905. Tot i que era forner de professió, de molt jove va tenir moltes inquietuds que el van fer participar activament en la vida associativa i política de ciutat. El seu vincle amb la Secció Fotogràfica del Centre Excursionista de Balaguer, de la qual va ser president, expliquen que l'autor tingués especial sensibilitat per plasmar per mitjà de la imatge aspectes diversos del patrimoni històric, cultural i natural que l'envoltava.
Gràcies a aquest llegat, l'ACN disposa d'un fons de 1.400 fotografies amb imatges de Balaguer i de la comarca de la Noguera preses entre els anys 1921 i 1938. La major part dels documents són negatius en suport de vidre i també d'acetat. Així mateix, hi ha imatges estereoscòpiques en vidre i, de manera excepcional, també s'hi conserven uns pocs exemplars d'autochroms. Tot el fons es pot consultar per mitjà de còpia digital.

### Llibre I de privilegis de Balaguer
Un dels documents cabdals per conèixer el passat medieval de Balaguer és l'anomenat "Llibre de Costums, privilegis i ordinacions de Balaguer", també dit "Llibre de Juraments". Aquest còdex conté els privilegis que els comtes d'Urgell i reis van atorgar a Balaguer al segle xiii, així com els costums i ordinacions que regien la vida del municipi fins al 1435.
Es tracta, per tant, d'un compendi de tota la informació que paers, consellers i oficials necessitaven per l'administració i el govern de la ciutat de Balaguer. Menció especial mereix la miniatura policromada que apareix al començament del llibre. Representa l'escena sagrada del Calvari i va acompanyada d'uns textos evangèlics. Aquesta imatge està molt desgastada perquè sobre ella els nous governants hi posaven la mà per jurar el càrrec municipal que se'ls hi havia assignat.

### Rotlle de Torà del XVI
El document més rar que es conserva a l'ACN és un rotlle de Torà, datada del segle xvi aproximadament. La Torà és el text sagrat de la llei del judaisme que es troba en les sinagogues guardat dins el hekkal, armari situat en el mur oriental del temple. És un llibre en forma de rotlle. El text està escrit en hebreu i es presenta en columnes horitzontals al llarg dels 14 metres que té el document. Originàriament la Torà de l'ACN anava recollida sobre de dues guies verticals i protegida per un mantell, el mappah, que avui dia no es conserven. Aquest document es va trobar a Balaguer, ara bé, la seva provinença no és europea, ja que està escrita sobre pell de gasela.

### Segell d'Ermengol X
El segell del comte Ermengol X d'Urgell és del 1289. Un dels documents més singulars de l'ACN és aquest segell del comte Ermengol X d'Urgell. La seva importància es deu al fet que gairebé no es conserven exemplars del comtat d'Urgell. Els segells són petites peces de cera o plom que pengen amb cordes dels documents, generalment en pergamí, i que servien per garantir l'autenticitat dels documents que acompanyaven. A més a més, aquests segells són font d'informació per a l'estudi de la iconografia i l'heràldica medievals, ja que contenen la imatge d'armes del sobirà, senyor o cavaller que atorgava el document.